# Джон Керк
Джон Керк англ. Sir John Kirk; нар. 19 грудня 1832 – пом. 15 січня 1922) — шотландський натураліст та дослідник, британський намісник Занзібару. 

## Біографія
Народився у селищі Баррі, Ангус, Шотландія. Отримав освіту лікаря у Единбурзькому університеті. 
Перебував на службі волонтером у складі цивільного медичного персоналу у Кримській війні.
Бере участь у Замбезійській експедиції Лівінгстона 1858—1864. Про Лівінгстона він написав у щоденнику 1862 року «Я не можу дійти іншого висновку окрім того, що доктор Лавінгстон вижив з розуму і є найбільш небезпечним керівником»
Після смерті Лівінгстона продовжив справу припинення регіональної работоргівлі. Вів тривалі перемовини з султаном Занзібару, допоки той не заборонив работоргівлю у 1873 році. У 1886 став британським консулом у Занзібарі.

## Праці

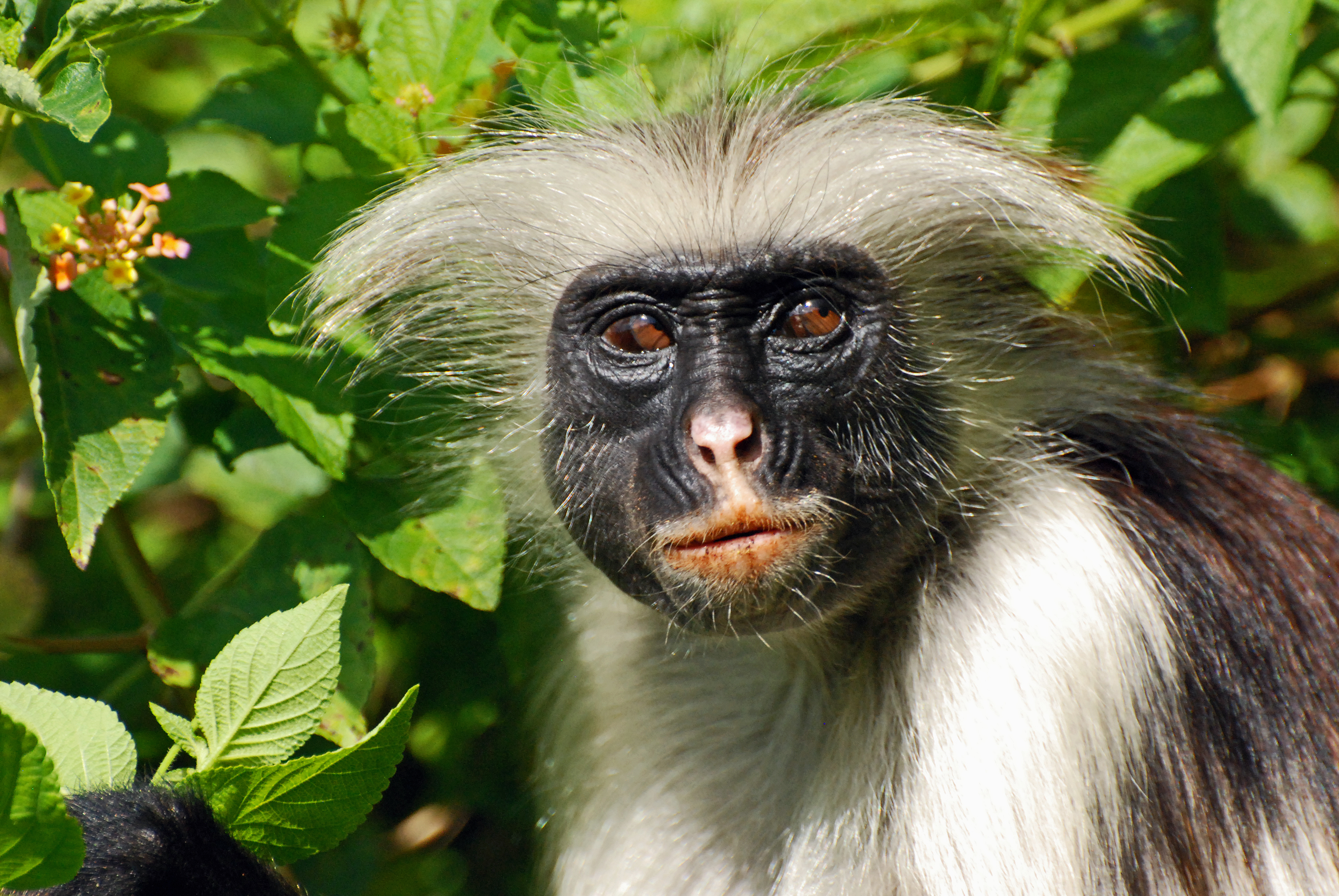
Проколобус Керка був вперше описаний Джоном Керком

- 'Account of the Zambezi District, in South Africa, with a Notice of Its Vegetable and Other Products', Transactions of the Botanical Society (1864), 8, 197–202....
- 'Ascent of the Rovuma', Proceedings of the Royal Geographical Society of London (1864–1865), 9, 284–8.
- 'Dimorphism in the Flowers of Monochoria Vaginalis', Journal of the Linnean Society: Botany (1865), 8, 147.
- 'Extracts of a Letter of Dr. Kirk to Alex Kirk, Esq., Relating to the Livingstone Expedition', Report of the British Association for the Advancement of Science (1859), 185–6.
- 'Hints to Travellers – Extracts from a Letter from John Kirk', Journal of the Royal Geographical Society (1864), 34, 290–2.
- 'Letter Dated 28 February Replying to Dr. Peters', Proceedings of the Zoological Society of London (1865), 227.
- 'Letter from Dr. John Kirk (of the Livingstone Expedition), Dated H.M Ship Pioneer, River Shire, East Africa, 14 December 1861.' Transactions of the Botanical Society (1862), 7, 389–92.
- 'Letter from Dr. John Kirk, Physician and Naturalists to the Livingstone Expedition, Relative to the Country near Lake Shirwa, in Africa', Transactions of the Botanical Society (1859), 6, 317–21, plate VII.
- 'Letter from John Kirk to Professor Balfour', Transactions of the Botanical Society (1864), 8, 110–1.
- 'List of Mammalia Met with in Zambesia, East Tropical Africa', Proceedings of the Zoological Society of London (1864), 649–60.
- 'Notes on the Gradient of the Zambesi, on the Level of Lake Nyassa, on the Murchison Rapids, and on Lake Shirwa', Journal of the Royal Geographical Society (1865), 35, 167–9.
- 'Notes on Two Expeditions up the River Rovuma, East Africa', Journal of the Royal Geographical Society (1865), 35, 154–67.
- 'On a Few Fossil Bones from the Alluvial Strata of the Zambesi Delta', Journal of the Royal Geographical Society (1864), 34, 199–201.
- 'On a New Dye-Wood of the Genus Cudranea, from Tropical Africa', Journal of the Linnean Society: Botany (1867), 9, 229–30.
- 'On a New Genus of Liliaceæ from East Tropical Africa', Transactions of the Linnean Society (1864), 24, 497–9.
- 'On a New Harbour Opposite Zanzibar', Proceedings of the Royal Geographical Society of London (1866–1867), 11, 35–6.
- 'On Musa Livingstoniana, a New Banana from Tropical Africa', Journal of the Linnean Society: Botany (1867), 9, 128.
- 'On the "Tsetse" Fly of Tropical Africa (Glossina Morsitans, Westwood).' Journal of the Linnean Society: Zoology (1865), 8, 149–56.
- 'On the Birds of the Zambezi Region of Eastern Tropical Africa', Ibis (1864), 6, 307–39.
- 'On the Palms of East Tropical Africa', Journal of the Linnean Society: Botany (1867), 9, 230–5.
- 'Report on the Natural Products and Capabilities of the Shire and Lower Zambesi Valleys', Proceedings of the Royal Geographical Society of London (1861–1862), 6, 25–32.
- 'Report by Sir John Kirk on the Disturbances at Brass' (Great Britain: Colonial Office, 1896)

## Фотографія
Джон Керк був завзятим фотографом. Збереглися 250 світлин, які він зробив під час Кримської війни та у Замбезійській експедиції Лівінгстона 1858-1864.

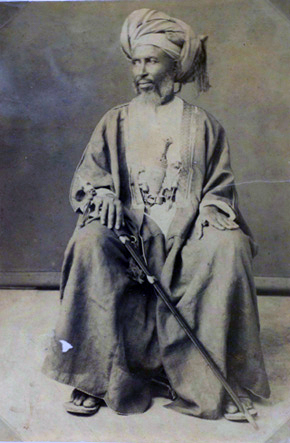
Портрет работоргівця та мисливця за слоновою кісткою
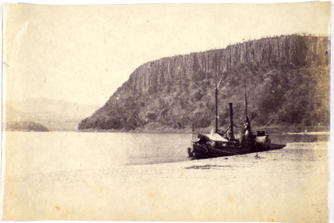
Корабель Замбезійської експедиції
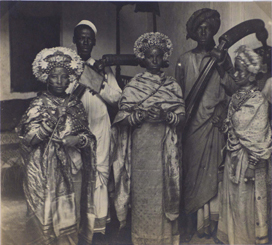
Жінки племені суахілі

## Визнання
Нагороджений золотою медаллю Королівського географічного товариства.
В честь Керка названі рослини та тварини: Agama kirkii, Procolobus kirkii, Uapaca kirkiana. 